# Delta Librae
Désignations
Delta Librae (δ Librae / δ Lib) est une étoile variable de la constellation de la Balance. Elle porte le nom traditionnel Zuben Elakribi, qui est une variante du nom de Gamma Librae. Cette étoile et μ Vir sont une des maisons lunaires akkadiennes Mulu-izi, (signifiant "Homme de feu").
δ Lib est située à environ 290 années-lumière de la Terre et elle est visible à l'œil nu avec une magnitude apparente de base de 4,93. C'est une binaire à éclipses, qui orbite avec une période égale à 2,327 4 jours et dont l'excentricité est de 0,07. Sa magnitude apparente varie entre 4,91 et 5,90.
La composante primaire est une étoile blanche de la séquence principale de type spectral A0V. L'étoile secondaire est en train de remplir son lobe de Roche et il existe des éléments qui montrent que le système a connu des événements de transfert de masse à grande échelle par le passé, la secondaire apparaissant plus évoluée que la primaire.
δ Librae fut la première étoile, avec λ Tau, dont l'élargissement des raies spectrales par rotation a été observé par Frank Schlesinger en 1911.